# 竹中愛
竹中 愛（たけなか あい、1985年2月25日 - ）は秋田県出身のタレント、役者。株式会社茶谷堂所属。
2009年11月2日、同じ事務所の清水楓、蜂須賀ゆきこ、七海舞と共に四人組アイドルユニット「dolce（ドルチェ）」を結成。

## 出演

### 舞台
- 「サクラ大戦スーパー歌謡ショウ」
- ステップスエンターテイメント 「boy be…」 - ラズベリー 役
- 「絢爛とか爛漫とか」 - 小林すえ 役
- ANGELGATE（フジテレビ、2007年）
- Woman 〜源氏物語より〜（ステップスエンターテイメント、2007年）
- 「アワセルカガミ。」（K.B.S. Project、2008年）
- 「その如月の望月の頃」 - 謎の女・美咲 役
- アリスインプロジェクト「ハルモニアガーデン」（2011年8月10日-14日、シアターKASSAI、演出:松田信行、脚本:麻草郁） - 十王美凛 役
- はっぴぃはっぴぃどりーみんぐプロデュース Vol.1「COMIC☆ACTORS」（2013年1月11日-13日、武蔵野芸能劇場）
- 朝倉薫演劇団「遥かなるミドルガルズ」（2013年8月21日-25日、シアターブラッツ）
- 「なぜか青春時代」 - 葉子 役
- 「キャタックダンスプラザ20周年記念公演 『Dancing All The Way』」 - ゲストダンサー

### WEB
- ZAK THE QUEEN 2008 - ファーストステージに出場

## 作品

### イメージDVD
- 催眠病棟 -禁断のナースコール-（2010年5月1日、RMQプロジェクト）
- 催眠アイドル dolce☆（2010年5月1日、RMQプロジェクト）